# Rhopalomyia chrysanthemi
Rhopalomyia chrysanthemi är en tvåvingeart som först beskrevs av Ahlberg 1939.  Rhopalomyia chrysanthemi ingår i släktet Rhopalomyia och familjen gallmyggor. Inga underarter finns listade i Catalogue of Life.